# The Invaders

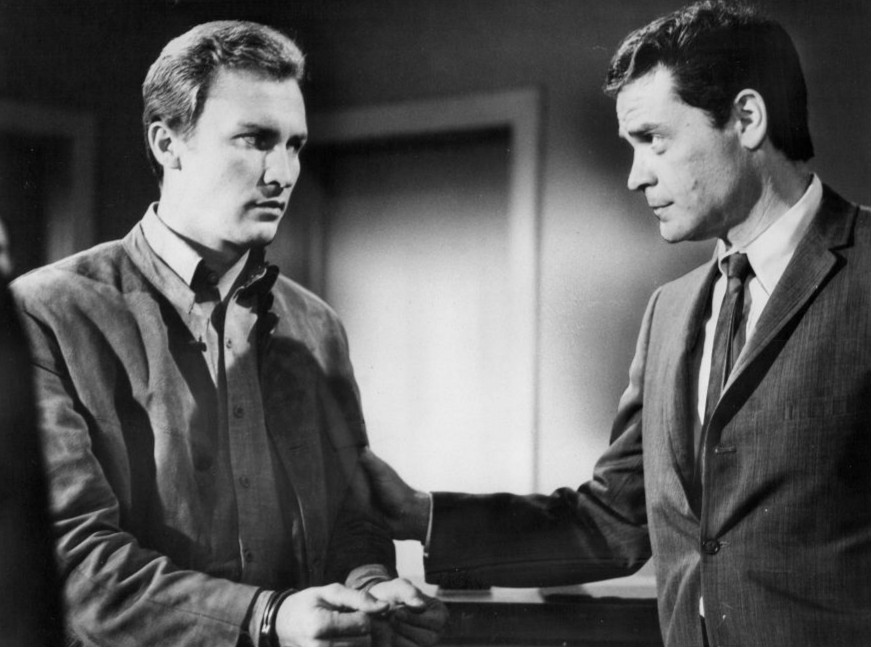
Roy Thinnes și Lee Farr în The Invaders (1967)

The Invaders este un serial american de televiziune științifico-fantastic creat de Larry Cohen care a fost difuzat pe ABC timp de două sezoane, din 1967 până în 1968. Roy Thinnes joacă rolul lui David Vincent, care, după ce a dat peste dovezi ale unei invazii în curs a extratereștrilor din spațiul cosmic — extratereștrii deghizându-se în oameni și infiltrându-se treptat în instituțiile umane — încearcă să zădărnicească invazia, în ciuda neîncrederii oficialilor și a publicului larg și a subminării eforturilor sale de către extratereștri. Seria a fost produsă de Quinn Martin, care căuta un serial care să înlocuiască extrem de popularul The Fugitive, care își încheia transmisia în 1967.